# Mariano Olsen
 Mariano Olsen (Buenos Aires, Argentina, 29 de mayo de 1968) es un periodista argentino. Estudió en la escuela del Círculo de Periodistas Deportivos y comenzó su carrera en Radio América en el año 1989 participando de la programación deportiva junto a Enrique Wolff. En 1993 debutó como presentador de televisión en el Canal 2 de Argentina y en el canal de cable CableVisión Noticias. En 1995 trabajó en el canal Telefe de Argentina.

## Carrera
A partir de 1996 presentó su propio programa de fútbol internacional en Cablevisión de Argentina. También colaboró en la revista de deportes El Gráfico. Entre 1999 y 2002 trabajó en Radio El Mundo y Radio Nacional en el programa Siga, siga junto a Miguel Simón, Norberto Verea y Juan Pablo Varsky. En 2004 fue corresponsal de la cadena mexicana Televisa en Buenos Aires.
En el año 2005 emigró a Colombia para laborar como corresponsal de la cadena Telemundo de Estados Unidos junto a Rafael Poveda. También colaboró con las revistas SoHo y Fútbol Total y los periódicos El Espectador y El Heraldo de Barranquilla.
Durante nueve años (2009-2019) ejerció como director y presentador de Nuestra Tele Deportes del canal internacional NTN24. Desde junio de 2021 participa como panelista en el programa Saque Largo del canal Win Sports